# Gobi-Altaj
Gobi-Altaj (mongolisk kyrilliska: Говь-Алтай аймаг; Gov-Altaj ajmag, även transkriberat på flera andra sätt) är en provins i västra Mongoliet. Totalt har provinsen 63 673 invånare (2000) och en areal på 141 400 km². Provinsens huvudstad är Altaj.
I söder gränsar provinsen till Alxa, Jiuquan och Kumul i Kina.

## Administrativ indelning
Provinsen är indelad i 14 distrikt (sum): Altay, Bayan-Uul, Biger, Bugat, Chandmani, Dariv, Delger, Erdene, Hariun, Höhmorit, Jargalan, Sharga, Tayshir, Tögrög, Tonhil, Tseel, Tsogt och Yösönbulag.